# Fischgasse (Weißenfels)

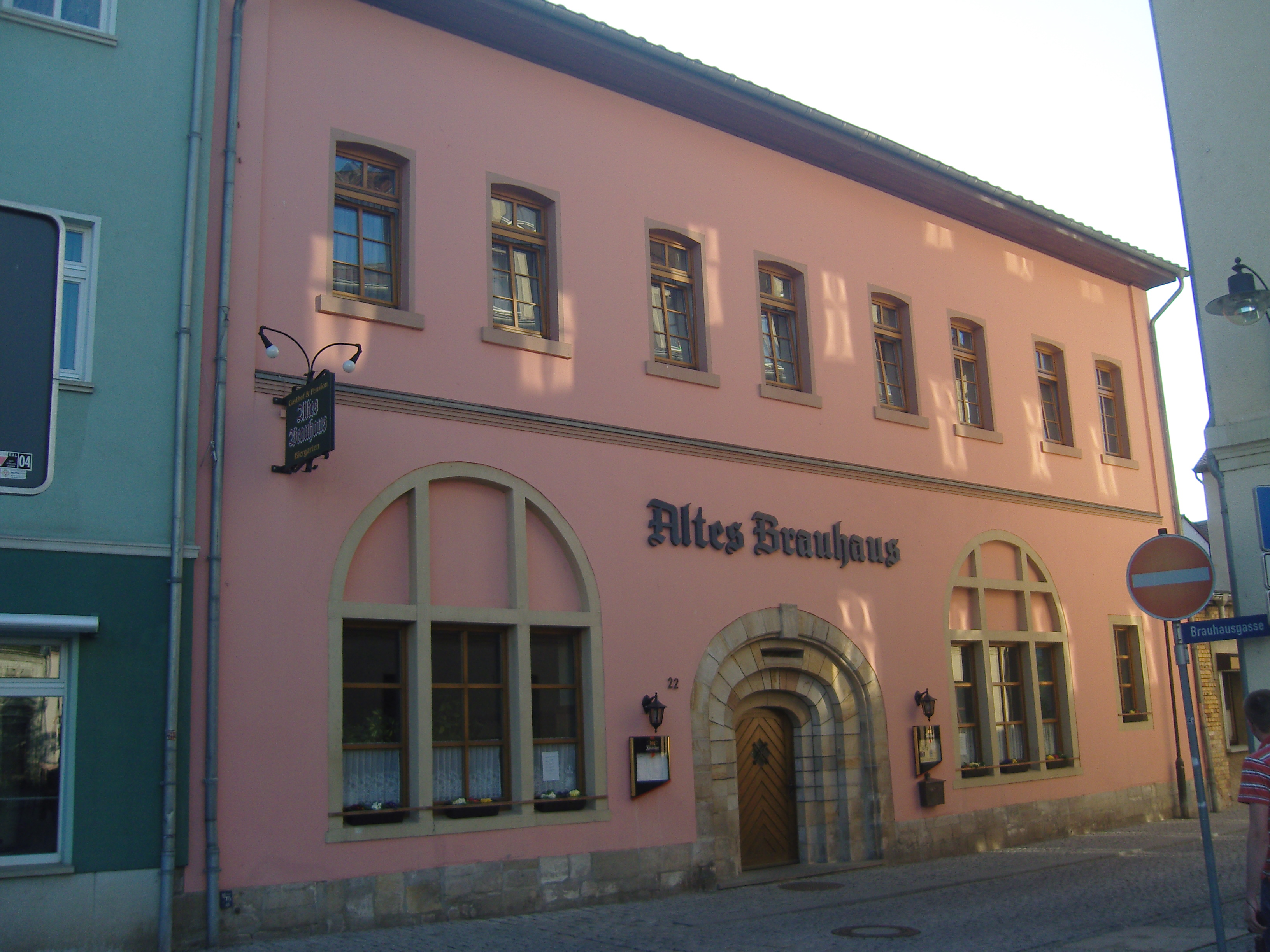
Altes Brauhaus
Fischgasse 22

Die Fischgasse ist ein Denkmalbereich in der Stadt Weißenfels in Sachsen-Anhalt. Im örtlichen Denkmalverzeichnis ist die Straße unter der Erfassungsnummer 094 86719 verzeichnet.

## Allgemeines
In der Fischgasse in Weißenfels befinden sich viele unter Denkmalschutz stehende Gebäude, daher wurde die Straße zu einem Denkmalbereich erklärt. Eines der Gebäude ist unter einer eigenen Erfassungsnummer im örtlichen Denkmalverzeichnis eingetragen, andere gehören nur zum Denkmalbereich ohne eine eigene Erfassungsnummer.

## Gebäude

### Gebäude mit Erfassungsnummer
- Hausnummer 22, Altes Brauhaus